# Xã Imperial, Quận Jefferson, Missouri
Xã Imperial (tiếng Anh: Imperial Township) là một xã thuộc quận Jefferson, tiểu bang Missouri, Hoa Kỳ. Năm 2010, dân số của xã này là 24.551 người.